# B-231
La B-231 és una carretera del terme municipal d'Esparreguera, al Baix Llobregat, i els Hostalets de Pierola i Piera, a la comarca de l'Anoia. La B correspon a la demarcació de Barcelona, cosa que indica la seva antiga pertinença a la Diputació de Barcelona. Actualment pertany a la Generalitat de Catalunya.
Té l'origen a la carretera C-1414, dins del nucli d'Esparreguera, a migdia del Mercat Municipal, s'adreça cap al sud-oest travessant el Torrent Mal, l'autovia A-2 i el Llobregat, fins que arriba a la urbanització de Can Rial, per la qual passa a l'extrem de llevant. Tot seguit passa per damunt de la riera de Magarola, i gira cap al sud-oest. Passa per la Plana de Can Febrer, deixant a migdia la riera de Masquefa, pel nord de Can Galceran i pel mig dels dos edificis de Can Fontimarc, deixa a migdia la central elèctrica receptora de la Plana de Can Parent Vell, pel nord de Can Gras i de les Cases Noves, més tard passa pel nord de Can Mata de la Garriga i comença una gran volta pel nord dels Hostalets de Pierola, on arriba fent tota la volta al poble pel costat de Pierola. Finalment, ara en direcció sud-oest, s'adreça cap a Piera, però abans d'arribar-hi acaba el seu recorregut en la carretera BV-2243.